# Rally-VM 2021
Rally-VM 2021 är den 49:e säsongen av FIA:s Rally-VM. Säsongen startade med Monte Carlo-rallyt och avslutades med Monza-rallyt.
Sébastien Ogier tog sin åttonde VM-titel, sin andra för Toyota. Han meddelade under säsongen att detta blev hans sista heltidssäsong.
| Datum            | Rally                                | Bas                           | Underlag     | Segrande Förare                         | Kartläsare                              | Bil                                     |
| ---------------- | ------------------------------------ | ----------------------------- | ------------ | --------------------------------------- | --------------------------------------- | --------------------------------------- |
| 21–24 januari    | Rallye Monte-Carlo                   | Gap, Hautes-Alpes             | Asfalt & Snö | Sébastien Ogier                         | Julien Ingrassia                        | Toyota Yaris WRC                        |
| 11–14 februari** | Rally Sweden                         | Torsby, Värmland              | Snö          | Tävlingen inställd p.g.a. Coronaviruset | Tävlingen inställd p.g.a. Coronaviruset | Tävlingen inställd p.g.a. Coronaviruset |
| 26–28 februari   | Arctic Rally Finland                 | Rovaniemi, Lappland           | Snö          | Ott Tänak                               | Martin Järveoja                         | Hyundai i20 Coupe WRC                   |
| 22–25 april      | Croatia Rally                        | Zagreb                        | Asfalt       | Sébastien Ogier                         | Julien Ingrassia                        | Toyota Yaris WRC                        |
| 20–23 maj        | Rally de Portugal                    | Matosinhos, Porto             | Grus         | Elfyn Evans                             | Scott Martin                            | Toyota Yaris WRC                        |
| 3-6 juni         | Rally Italia Sardegna                | Alghero, Sardinien            | Grus         | Sébastien Ogier                         | Julien Ingrassia                        | Toyota Yaris WRC                        |
| 23-27 juni       | Safarirallyt                         | Nairobi, Kenya                | Grus         | Sébastien Ogier                         | Julien Ingrassia                        | Toyota Yaris WRC                        |
| 15-18 juli       | Rally Estland                        | Tartumaa, Tartu               | Grus         | Kalle Rovanperä                         | Jonne Haltunen                          | Toyota Yaris WRC                        |
| 13-15 augusti    | Ypres Rally                          | Ypres, Belgien                | Asfalt       | Thierry Neuville                        | Martijn Wydaeghe                        | Hyundai i20 Coupe WRC                   |
| 19-22 augusti    | Dayinsure Wales Rally GB             | Deeside, Flintshire           | Grus         | Tävlingen inställd p.g.a. Coronaviruset | Tävlingen inställd p.g.a. Coronaviruset | Tävlingen inställd p.g.a. Coronaviruset |
| 9-12 september   | Copec Rally Chile                    | Concepción, Región del Biobío | Grus         | Tävlingen inställd p.g.a. Coronaviruset | Tävlingen inställd p.g.a. Coronaviruset | Tävlingen inställd p.g.a. Coronaviruset |
| 9-12 september   | Akropolisrallyt                      | Lamia, Grekland               | Grus         | Kalle Rovanperä                         | Jonne Haltunen                          | Toyota Yaris WRC                        |
| 1-3 oktober      | Neste Rally Finland                  | Jyväskylä, Mellersta Finland  | Grus         | Elfyn Evans                             | Scott Martin                            | Toyota Yaris WRC                        |
| 14-17 oktober    | Rally RACC Catalunya-Rally de España | Salou, Tarragona              | Asfalt       | Thierry Neuville                        | Martijn Wydaeghe                        | Hyundai i20 Coupe WRC                   |
| 11-14 november   | Rally Japan                          | Aichi prefektur, Japan        | Asfalt       | Tävlingen inställd p.g.a. Coronaviruset | Tävlingen inställd p.g.a. Coronaviruset | Tävlingen inställd p.g.a. Coronaviruset |
| 18-21 november   | Rally Monza                          | Monza, Italien                | Asfalt       | Sébastien Ogier                         | Julien Ingrassia                        | Toyota Yaris WRC                        |

## Förar-VM
| Plats | Förare           | Bil              | Poäng |
| ----- | ---------------- | ---------------- | ----- |
| 1     | Sébastien Ogier  | Toyota Yaris WRC | 230   |
| 2     | Elfyn Evans      | Toyota Yaris WRC | 207   |
| 3     | Thierry Neuville | Hyundai i20 WRC  | 176   |
| 4     | Kalle Rovanperä  | Toyota Yaris WRC | 142   |
| 5     | Ott Tänak        | Hyundai i20 WRC  | 128   |
| 6     | Dani Sordo       | Hyundai i20 WRC  | 81    |
| 7     | Takamoto Katsuta | Toyota Yaris WRC | 78    |
| 8     | Craig Breen      | Hyundai i20 WRC  | 76    |
| 9     | Gus Greensmith   | Ford Fiesta WRC  | 64    |
| 10    | Adrien Fourmaux  | Ford Fiesta WRC  | 42    |